# Eucoelophysis
Eucoelophysis là một chi dinosauriformes sống vào thời kỳ Trias muộn (Noria) tại thành hệ Chinle của New Mexico ngày nay. Nó ban đầu được cho là coelophysidae, nhưng nghiên cứu của Nesbitt et al. cho thấy nó là họ hàng gần của Silesaurus,